# 安平古堡
安平古堡（あんぴんこほう）は、台湾（中華民国）台南市安平区にある、台湾最古の城堡。1624年に建城された。旧称は奧倫治城（Fort Orange、オラニエ城）。また熱蘭遮城（Fort Zeelandia、ゼーランディア城）、安平城、台湾城ともいう。建城以来、オランダ統治時代にはオランダ東インド会社による台湾統治の中心地として、また鄭氏政権時代には3代にわたって王城として使用された。
現在は台湾城残蹟の名称で国家一級古蹟に指定され、一般にも開放されている。現存する赤レンガは当時インドネシアから運ばれてきたものである。

## 歴史

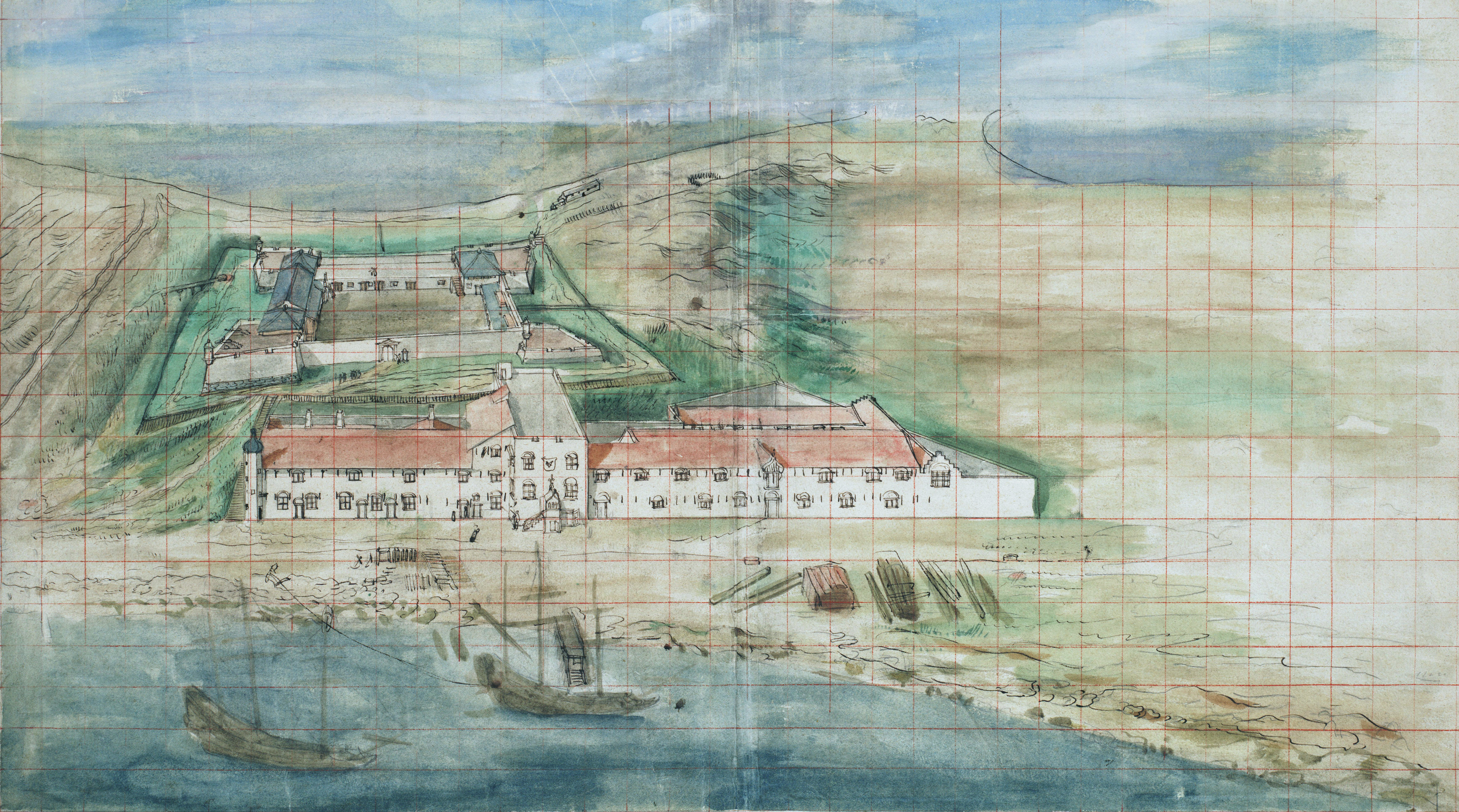
ゼーランディア城（1635年）
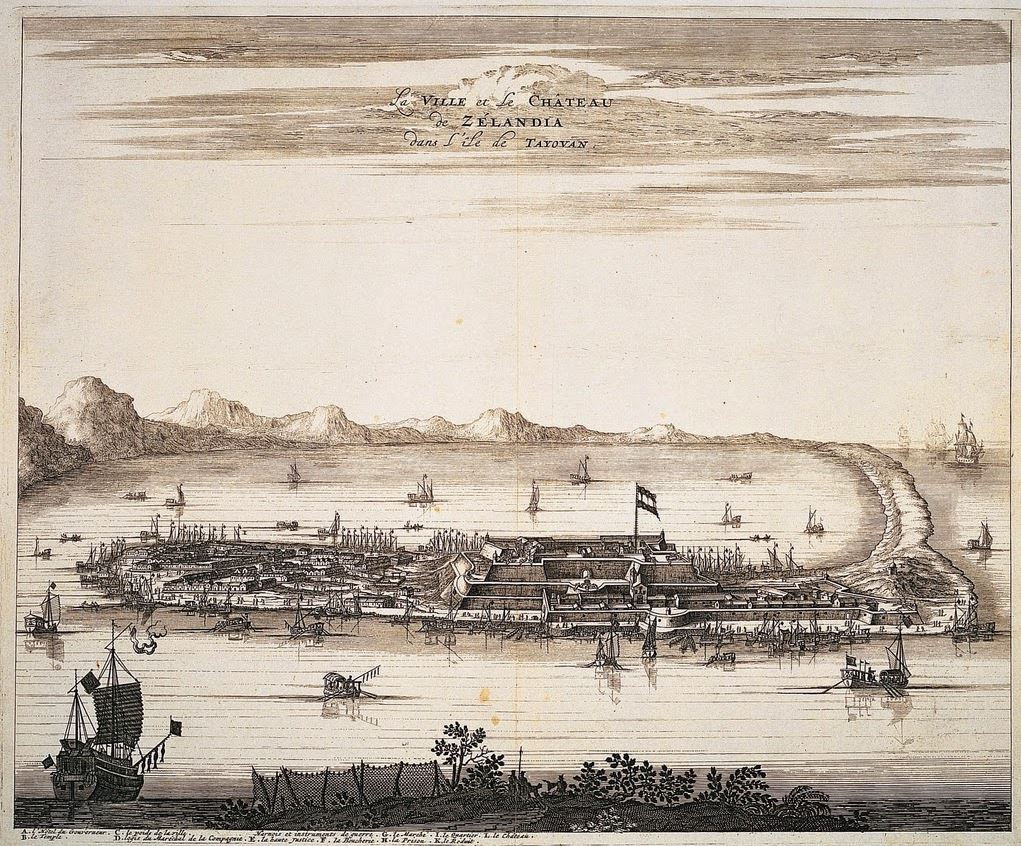
17世紀のゼーランディア城
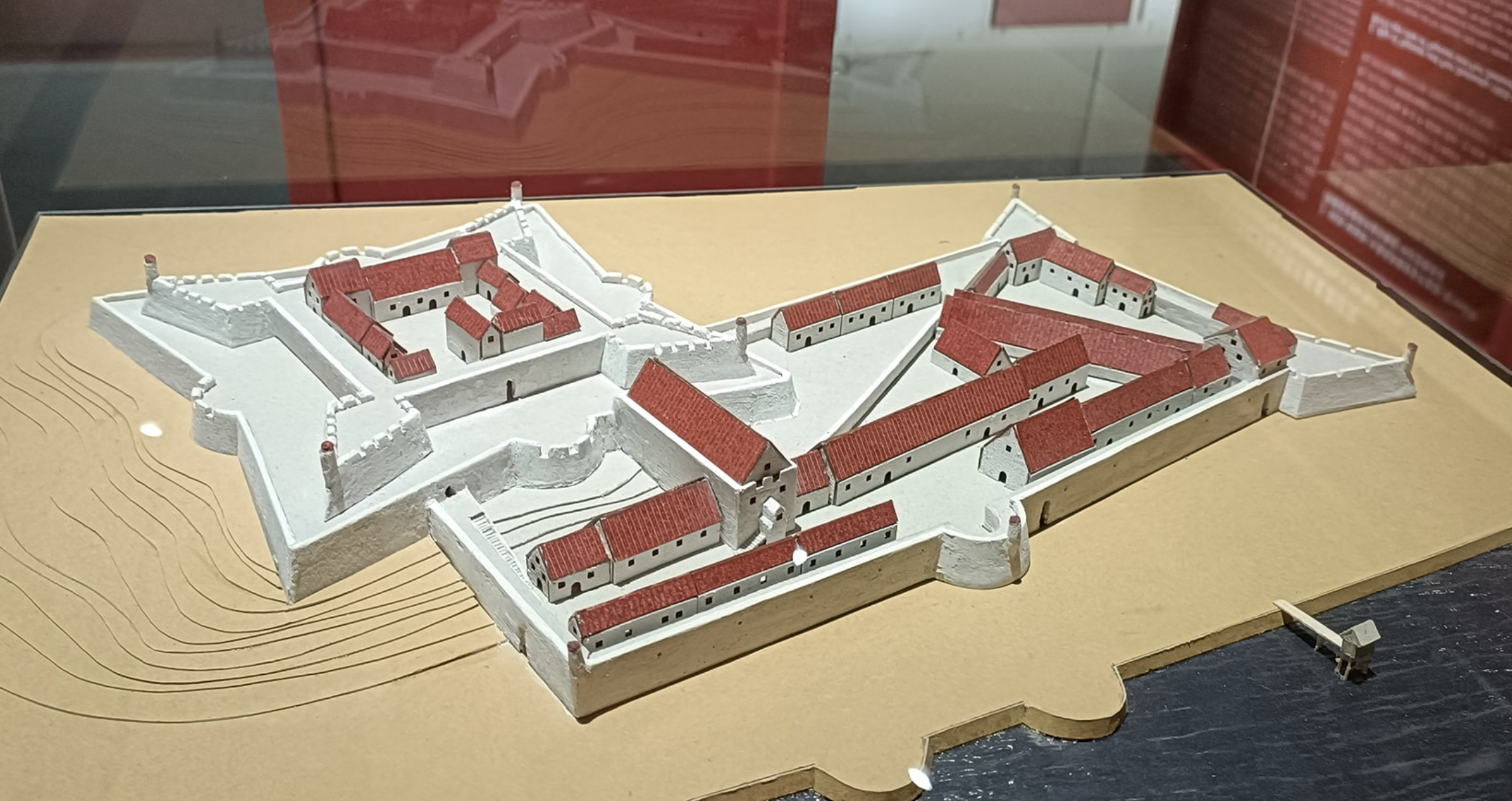
オランダ統治時代のゼーランディア城の模型

1622年、オランダ東インド会社はポルトガル領マカオの占領を図った。しかし、現地のポルトガル人が抵抗したため断念、澎湖島を占拠して東アジア貿易の拠点を築こうとした。しかし、この地も明によって撤去が求められたため、1623年、オランダは台湾に進出し一鯤身に簡易な城砦を築城した。これが安平古堡の前身である。その後1624年に明軍と8ヶ月に及ぶ衝突を繰り返し、その結果オランダと明の間で講和が成立、澎湖の要塞と砲台を破棄する代わりに、オランダが台湾に進出する事を認める内容であった。台湾にオランダ勢力が到着すると、既存の簡易な城砦を再建し「奧倫治城」 (Fort Orange) と命名、1627年に「熱蘭遮城」(Fort Zeelandia) と改名され建設が続けられ、1632年に第1期工事が完了した。当時、この城砦は台湾に於けるオランダ勢力の中枢として、行政及び貿易を統括していた。
1662年、大陸を追われた明の遺臣・鄭成功は、新たな拠点を構築するために台湾を攻撃、既存のオランダ人勢力と対立しゼーランディア城を攻撃した。その結果オランダ人勢力は台湾から一掃され、台湾史上初めて漢人による政権が樹立された。鄭成功は熱蘭遮城を安平城と改称し、鄭氏政権3代にわたって支配者の居城となり「王城」と呼ばれるようになった。
しかし1683年、清による台湾統治が開始されると、政治の中心は城内に移り、安平城は軍装局として用いられ、城砦の重要性は漸次低減、改修が行なわれることなく次第に荒廃していった。1868年、イギリス軍艦の攻撃を受けたが、その際イギリス軍の放った砲弾が城内の火薬庫に命中爆発、甚大な被害を受けた城砦は廃墟と化してしまう。1874年、台湾出兵問題で日本と善後策を協議した沈葆楨は、台湾海防の充実のために安平城城壁を二鯤身に運搬、億載金城建設の資材とした。
安平古堡古蹟記念館
日本統治時代、城垣は整地され日本式の宿舎が建設され、オランダ時代に築城された城砦は完全に姿を消すこととなった。戦後、国民党政府は城址を「安平古堡」と命名し、僅かに残る城址の保護を決定、現在は中華民國内政部によって一級古蹟の一つとされている。現在観光客が展望を楽しんでいる高台は、日本統治時代に建設されたものであり、保護対象の安平古堡には含まれていない。
昭和になってからは、1628年にタイオワン事件を起こした浜田弥兵衛の事績を記念して「贈從五位濱田彌兵衛武勇之趾」と刻まれた石碑が建てられた。戦後これは「安平古堡」と書き換えられている。

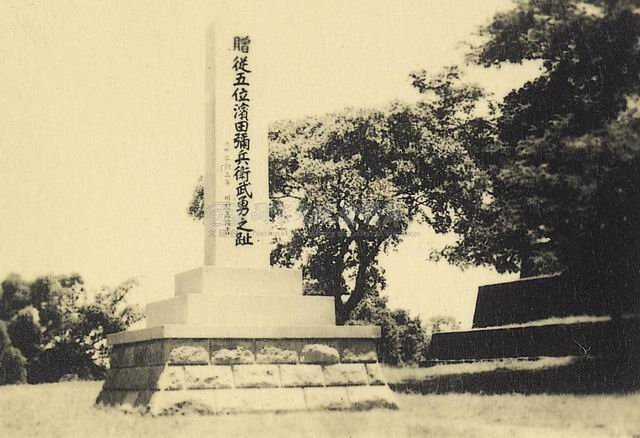
戦前の石碑
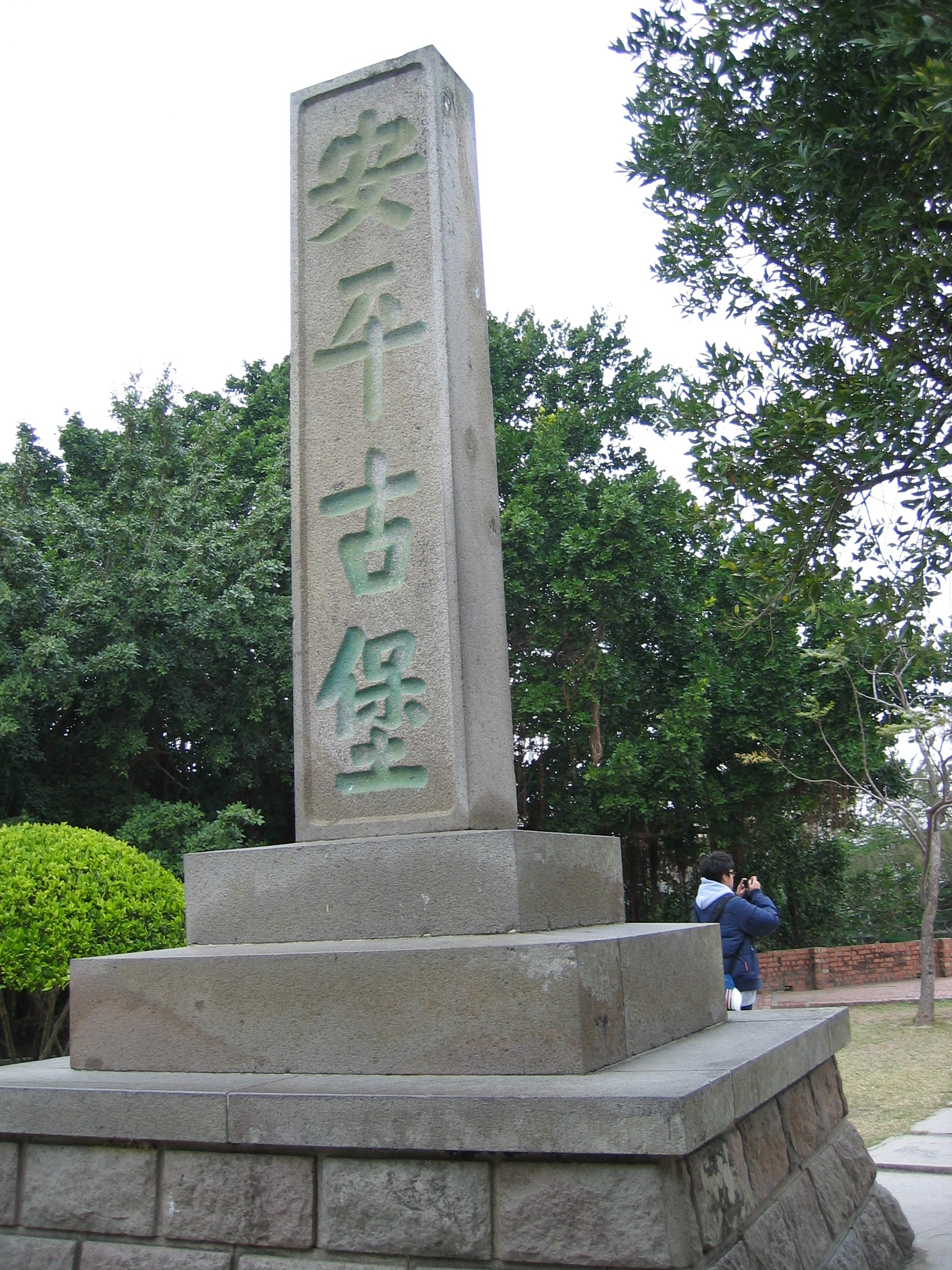
戦後の石碑

現存の洋風建築物は1930年に日本により建設された税関舎である。1975年、大規模修復が行なわれた後、オランダ統治時代から現代に至る安平の歴史を紹介する資料館として利用されている。

## ギャラリー

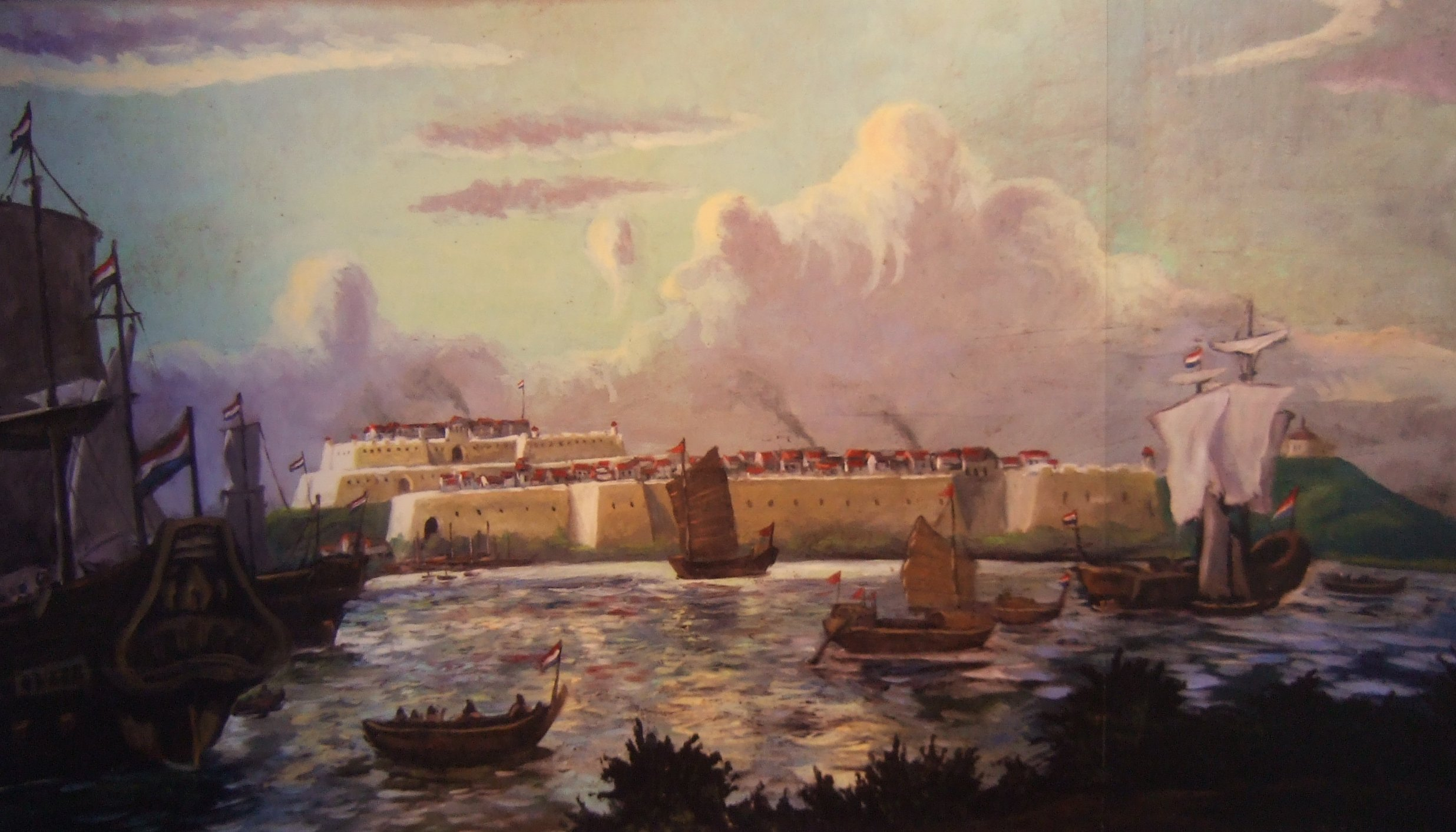
ゼーランディア城の絵
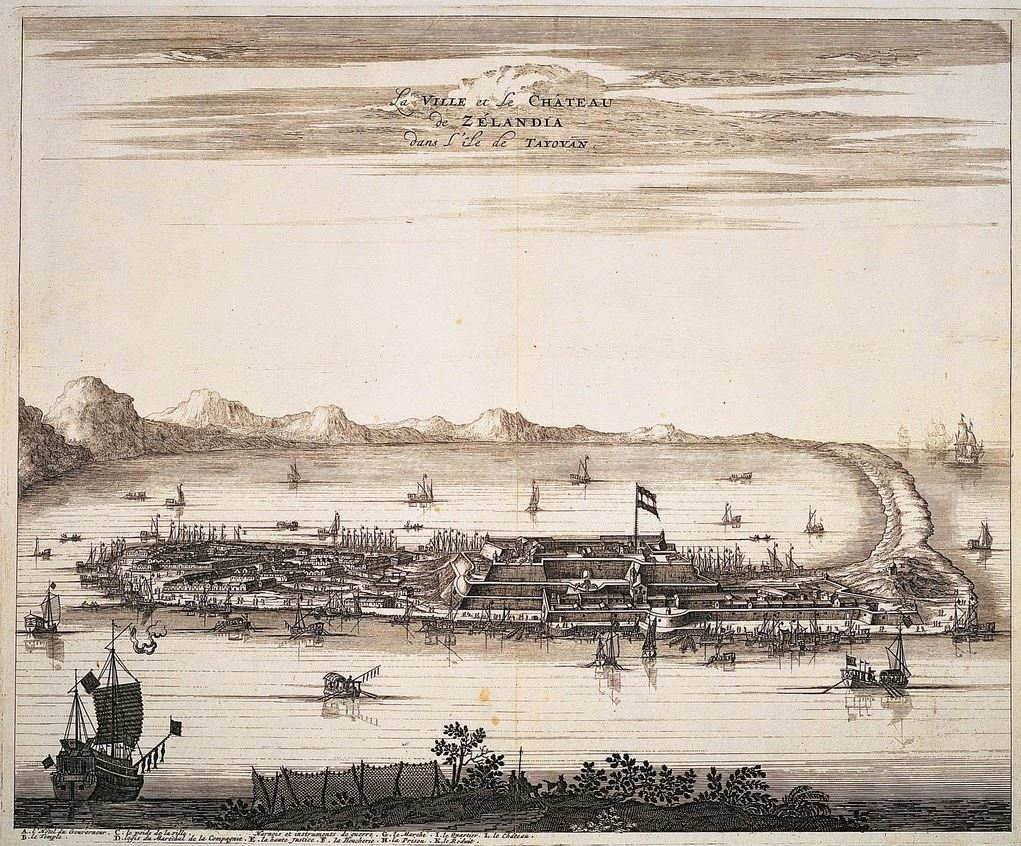
ゼーランディア城の構造図
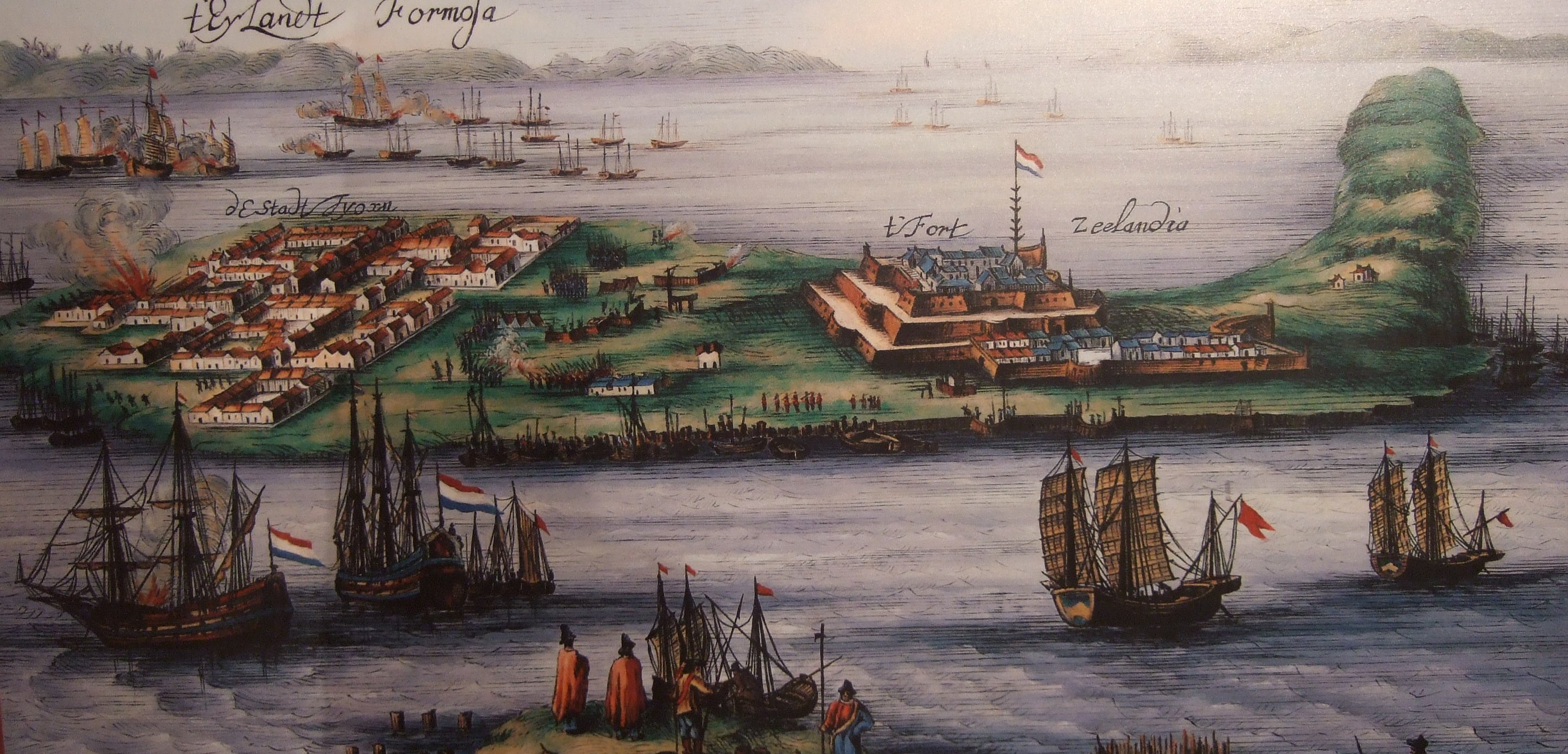
カラーのゼーランディア城
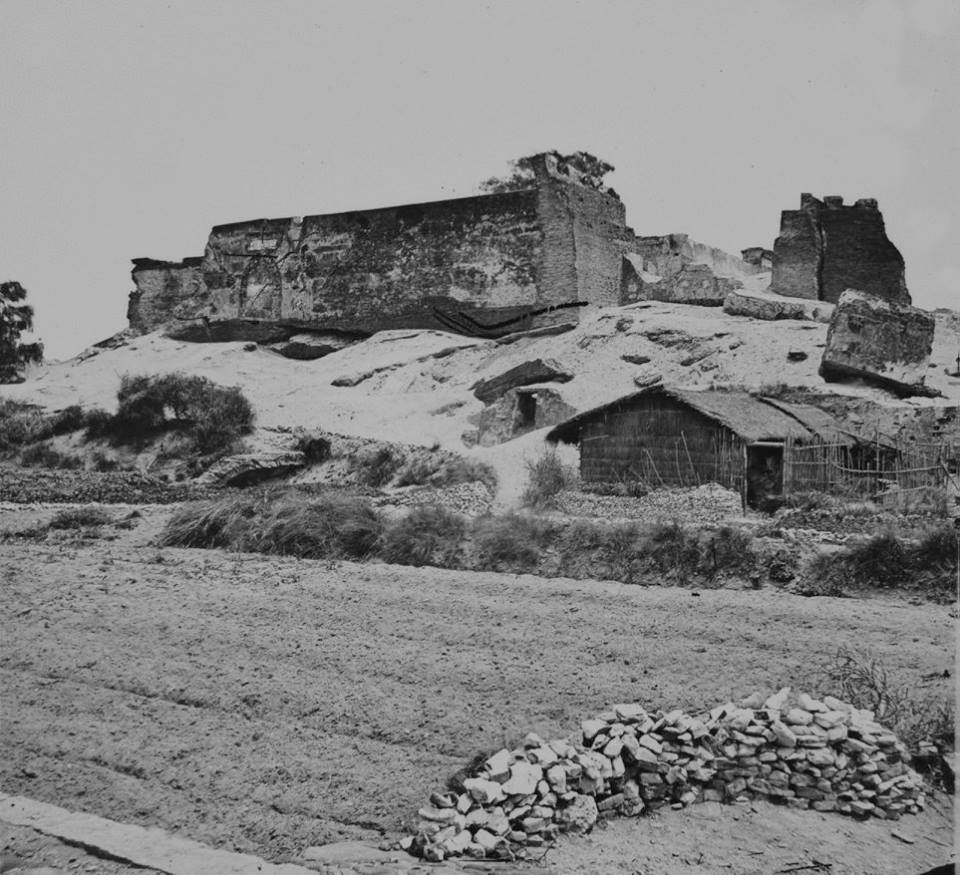
1871年の安平城
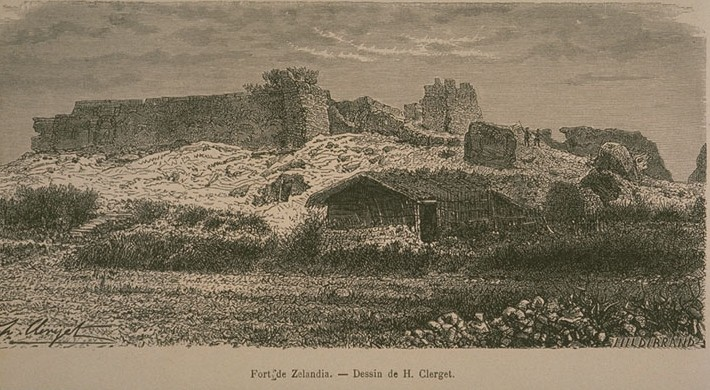
1875年の安平城
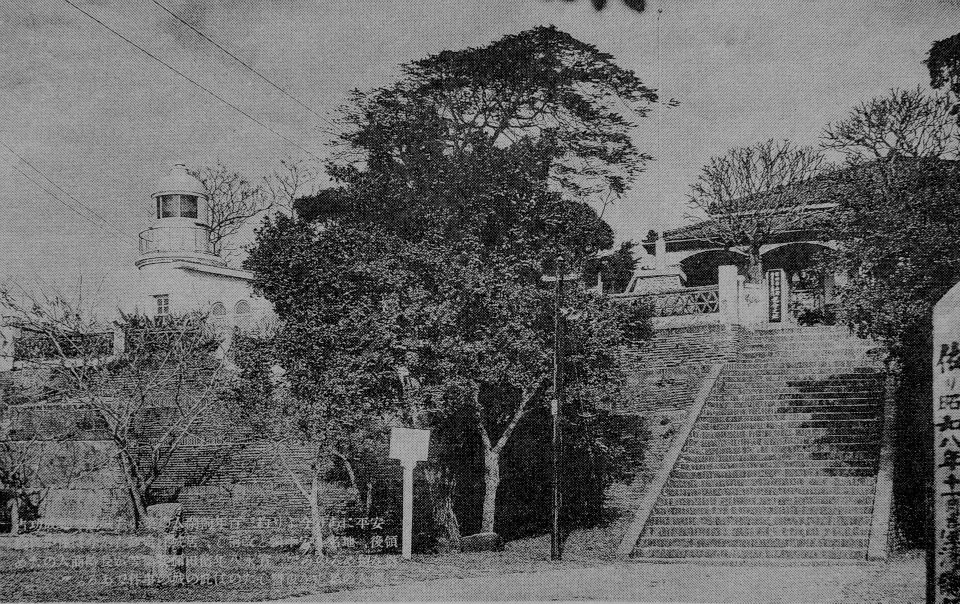
日本統治時代の安平城
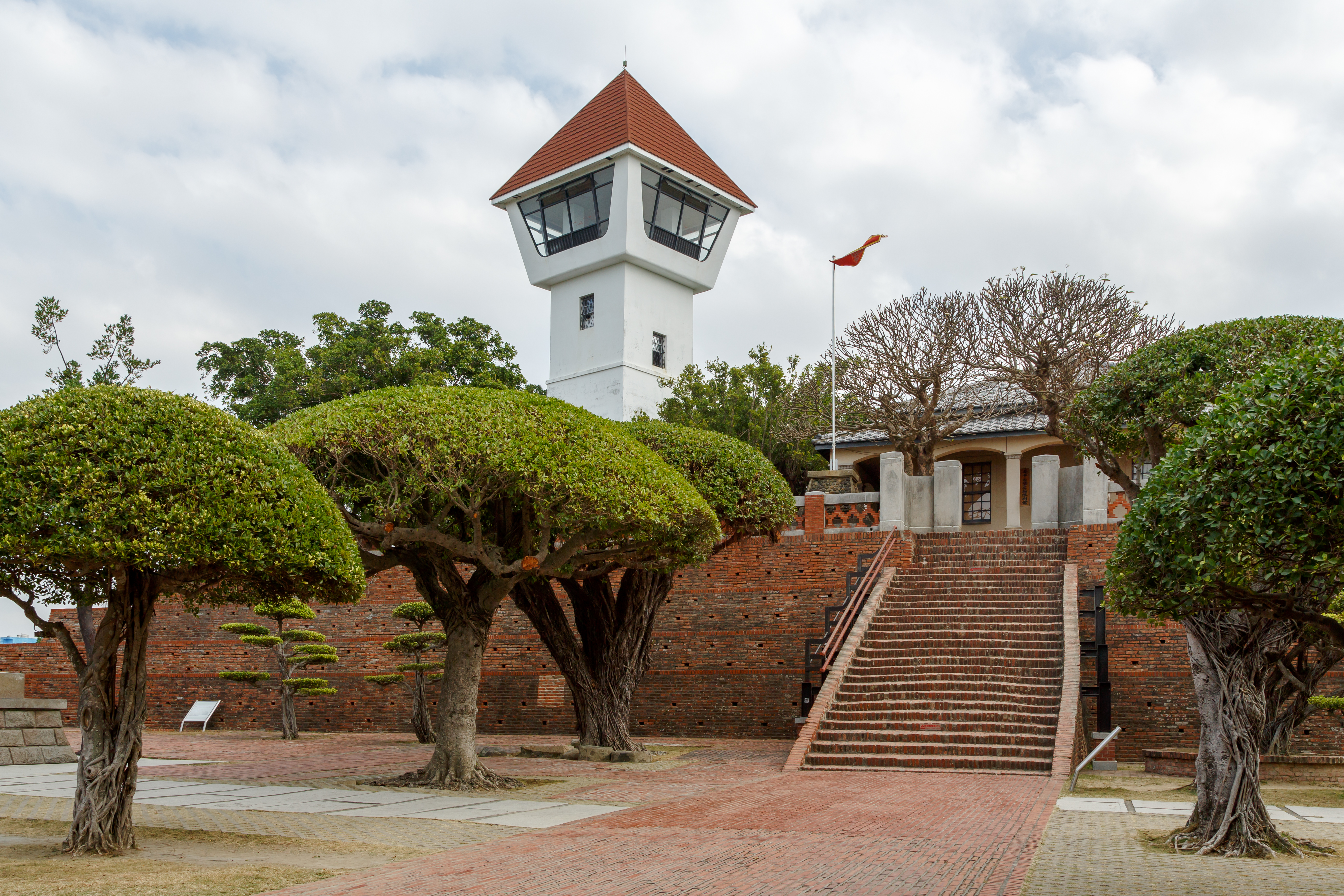
2015年4月の安平古堡
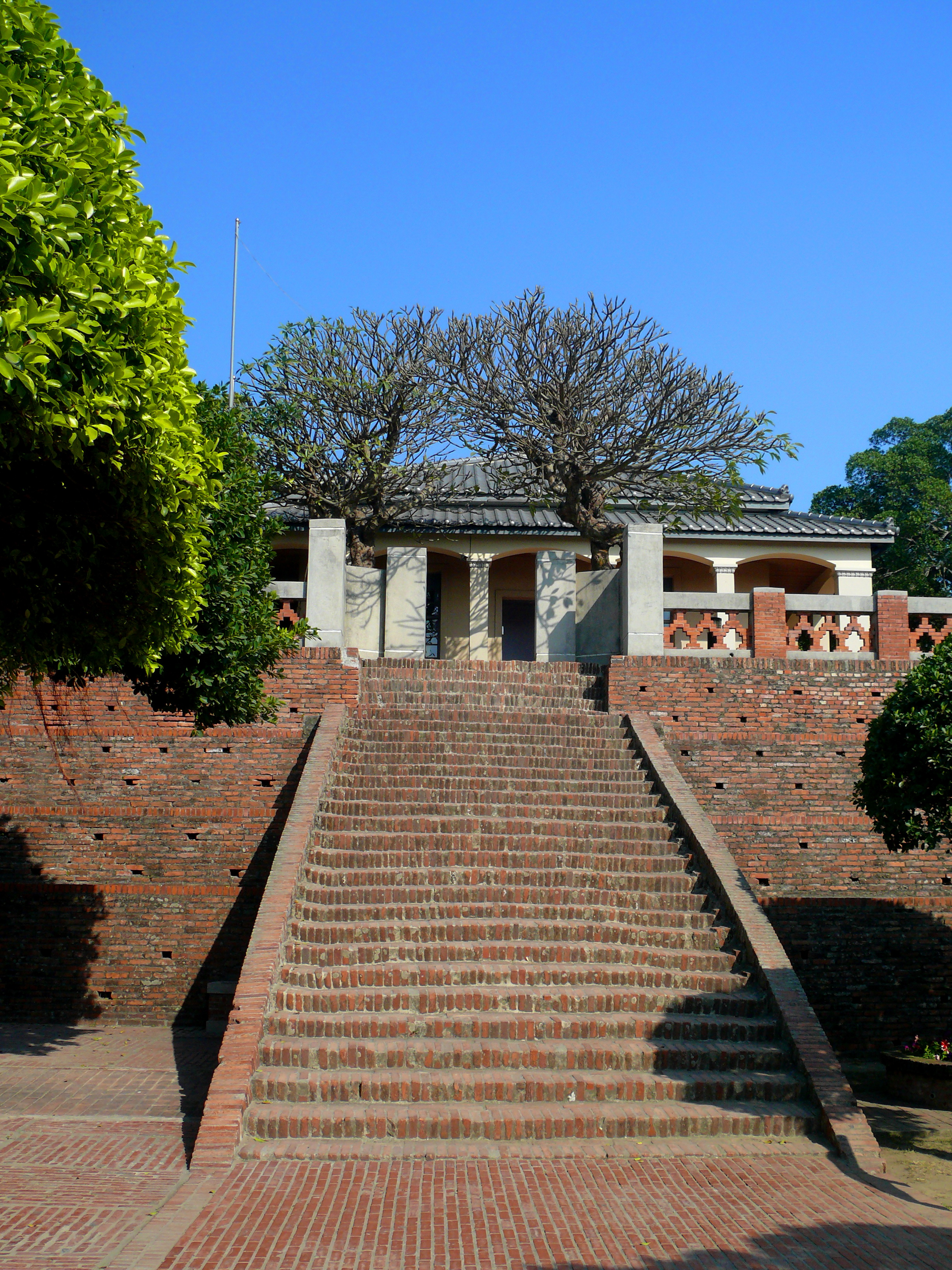
安平古堡記念館
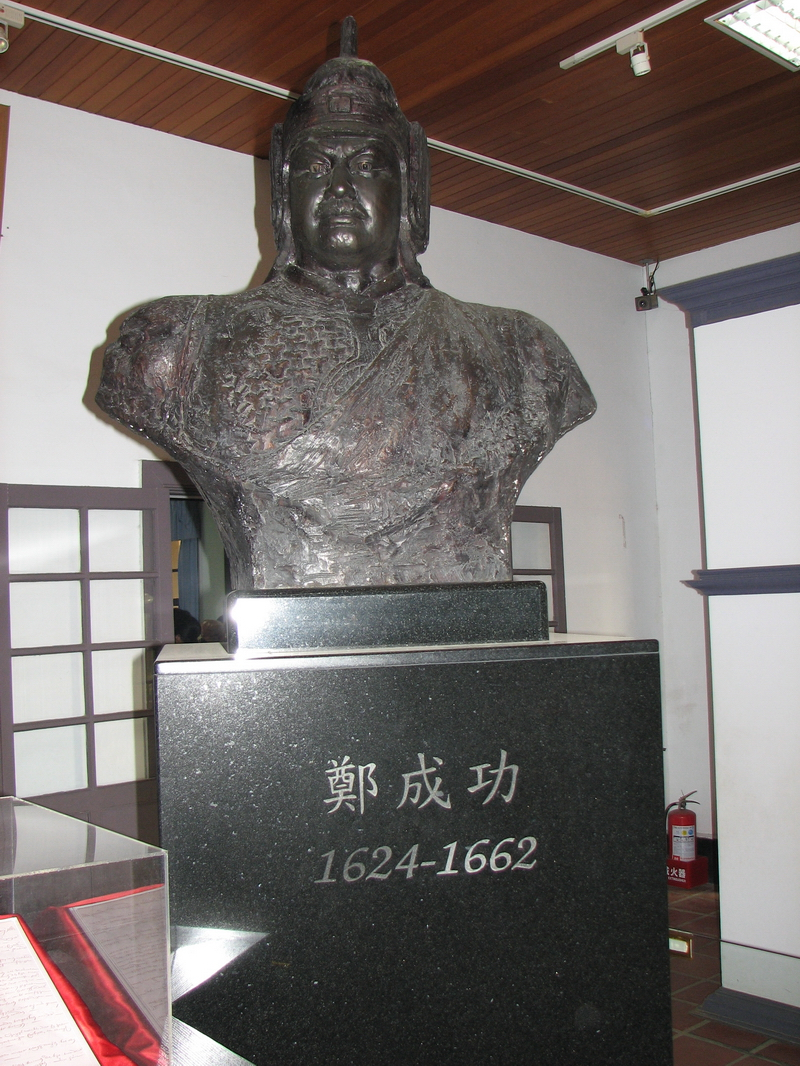
安平古堡の鄭成功像
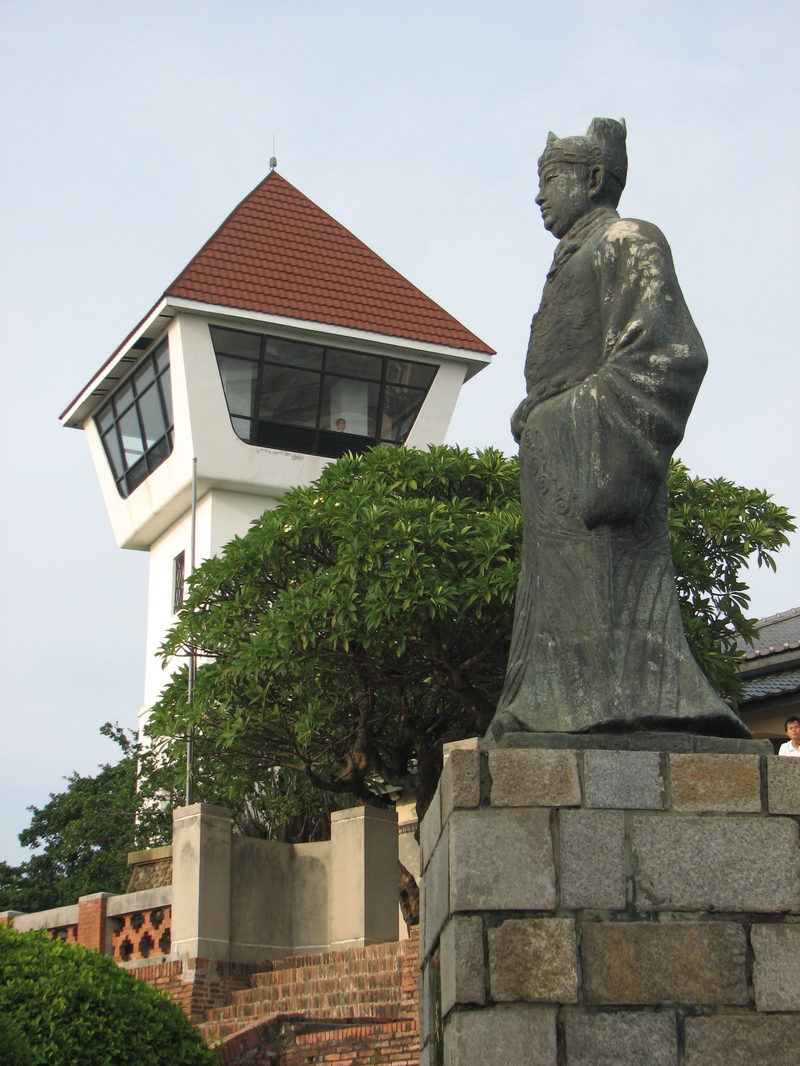
安平古堡の裏にある鄭成功像
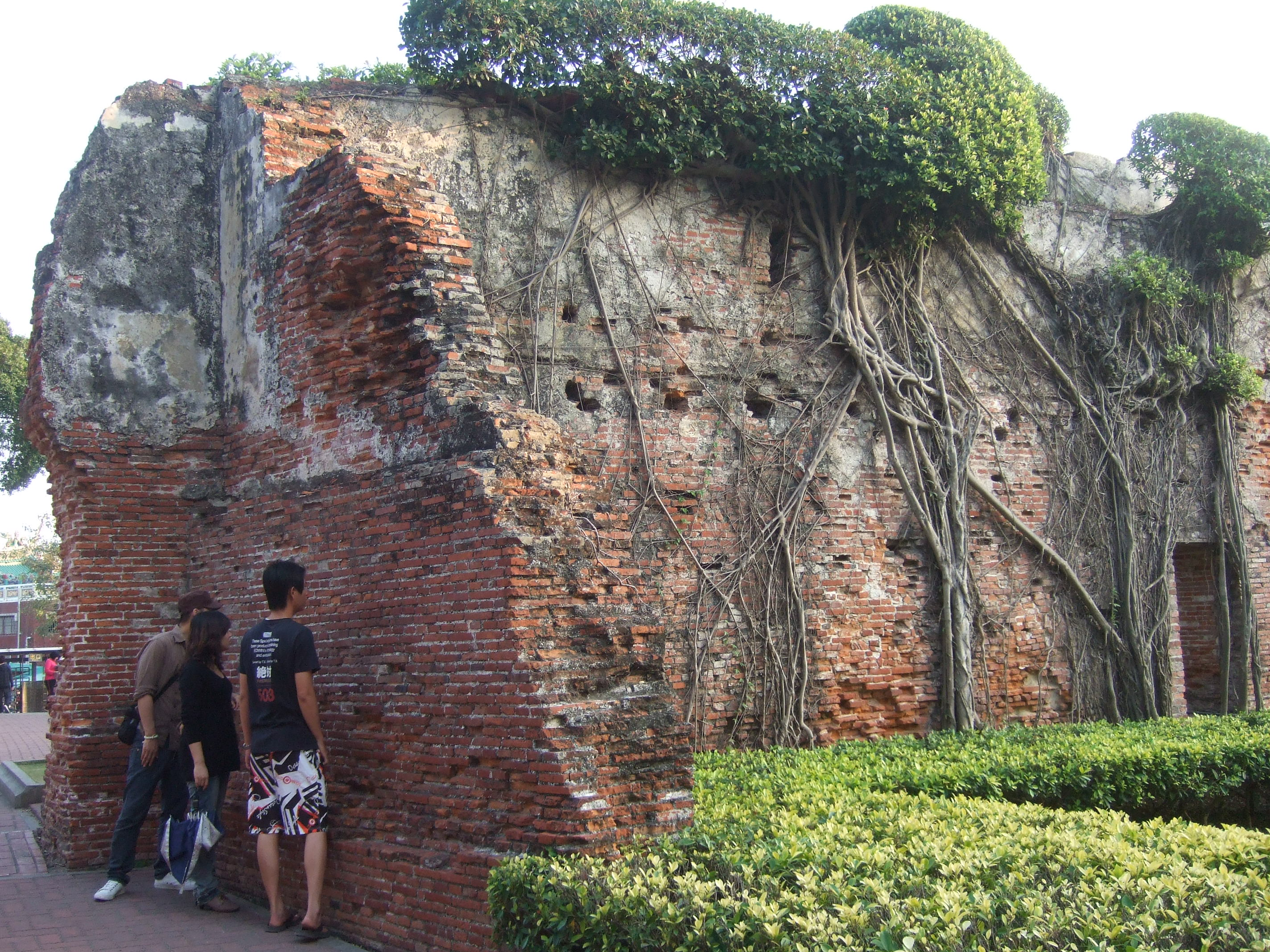
現存するバタヴィアから運ばれた赤レンガでオランダ東インド会社の兵士が作った城壁
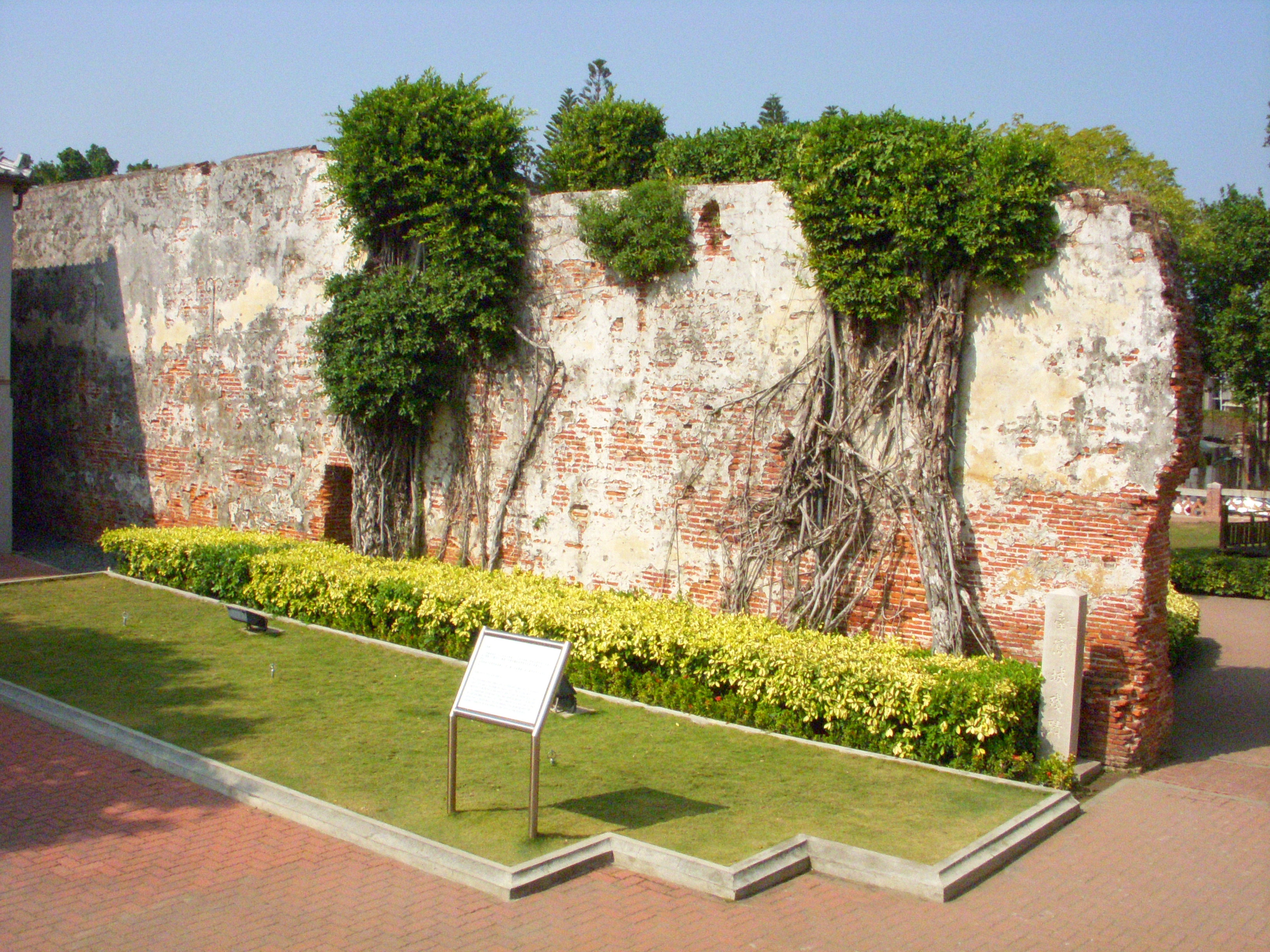
城壁
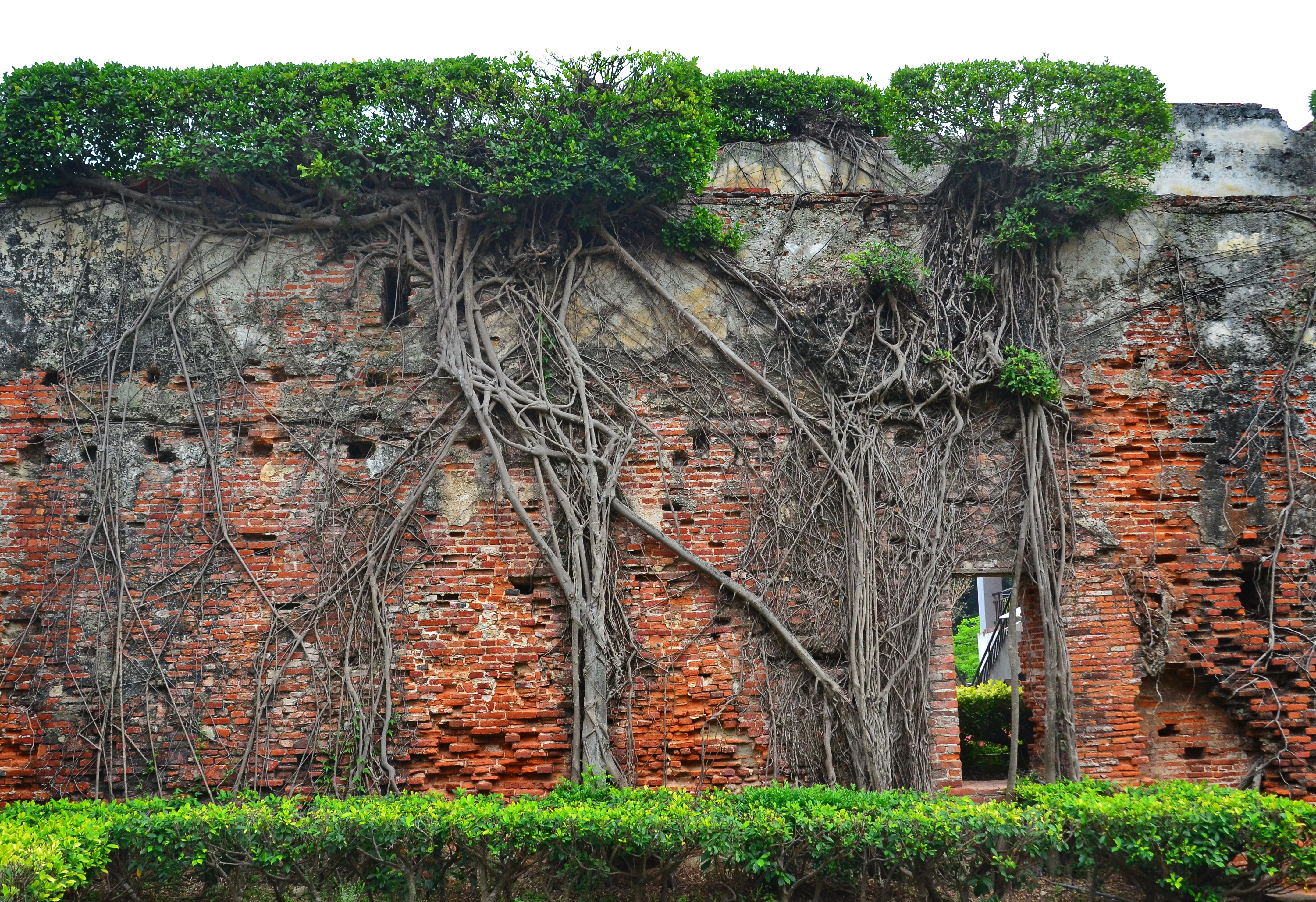
城壁

## 交通
- 住所は台南市安平区国勝路82号
- 台南駅前より2系統バス乗車、「安平古堡」下車